# Araneus bradleyi
Araneus bradleyi là một loài nhện trong họ Araneidae.
Loài này thuộc chi Araneus. Araneus bradleyi được Eugen von Keyserling miêu tả năm 1887.

## Hình ảnh

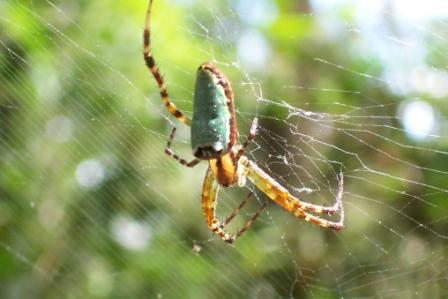